# Plenardoa
Plenardoa is een geslacht van zeesterren uit de familie Ophidiasteridae.				

## Soort
- Plenardoa semiseriata (von Martens, 1866)